# 魔道祖师 (动画)
魔道祖师是一部在2018年7月开始播出的网络动画。改编自墨香铜臭的同名小说。魔道祖师动画系列由腾讯企鹅影视出品，由该企业旗下的视美精典负责动画制作。
第一季《前尘篇》在腾讯视频独家发布。自2018年7月9日开播，至10月16日播出最后一集。《前尘篇》由729声工场配音。2019年8月3日，《魔道祖师》AC官微宣布第二季《羡云篇》在当日12点上线播出3集。此后，每周六更新。主角配音员不变。2021年7月9日，微博官宣第三季動畫《完結篇》於8月7日在騰訊開播。

## 角色
| 角色     | 配音员/日文配音   | 简介 | 备注                               |
| 主角     |                   | |                                    |
| 魏 婴    | 张 杰/木村良平    | 身高：186cm（被献舍后：180cm） 生辰：10月31日 字：无羡（世家公子榜第四） 号：夷陵老祖（外界：魔道祖师、无上邪尊） 出身: 云梦江氏（曾为云梦世家大师兄，后为保温氏余脉与江澄表面决裂，脱离云梦世家） 道侣：蓝忘机 佩剑：随便（剑身有篆字“随便”二字，在魏无羡死后封剑，除魏无羡和江澄外无人能将其拔出） 法器：鬼笛陈情（通体漆黑，绑有红色穗子，于其他人手中与普通笛子无异） 法宝：阴虎符（乱葬岗大围剿前毁去一半），风邪盘，召阴旗 父亲魏长泽，母亲藏色散人。长相俊美，性格不羁，爱憎分明，重情义。幼年父母在夜猎中丧生，被江澄之父江枫眠带回云梦江氏莲花坞，与江澄、江厌离一同生活修习。曾在姑苏蓝氏学习，结识了蓝忘机。在把金丹剖给江澄，被温晁等人扔下乱葬岗后，在乱葬岗待了三个月，期间修习鬼道，三个月后出山参加射日之征。射日之征后脱离江氏。后在穷奇道事变后被仙门百家讨伐，最后死于恶鬼反噬。十三年后被莫玄羽献舍重生，与蓝忘机结伴而行，一路追查被分尸的人的身份，渐渐喜欢上蓝忘机，小心翼翼地一次又一次试探，最后在蓝曦臣点明当年旧事后与蓝忘机互通心意，终成眷属。                                             |                                    |
| 蓝 湛    | 边 江/立花慎之介  | 身高：188cm 生辰：1月23日 字：忘机（世家公子榜第二） 号：含光君（与兄长蓝曦臣并称“蓝氏双璧”） 出身：姑苏蓝氏 道侣：魏无羡 佩剑：避尘 法器：古琴忘机（七弦古琴） 姑苏蓝氏二公子。性格冷淡不苟言笑，佩有卷云纹抹额，肤色白皙，眸色浅淡。因不喜与人交谈（除魏无羡），品貌在世家公子中排名第二。雅正端方，不染尘埃(醉酒后似乎更可爱)，为人正直，逢乱必出，被称“皎皎君子，泽世明珠”。与魏无羡少年时在云深不知处同窗，被魏无羡百般捉弄 。后温氏逼蓝氏自烧云深不知处，父亲身死，兄长携藏书失踪，蓝忘机腿部受伤，被送往岐山温氏同众世家弟子一起学习，与魏无羡一同被困洞中，杀死屠戮玄武。深爱魏无羡。魏无羡血洗不夜天城后昏迷，因救走失控的魏无羡并打伤自家三十三位前辈而被罚三十三条戒鞭，并被禁足于蓝家三年（实则重伤难行）。禁足期间，得知魏无羡身亡的消息，拖着重伤的身体强行破出，去乱葬岗找寻魏无羡，却未能寻到任何东西，只抱回一个被困树洞高烧昏迷的温苑。苦守十三年，十三年后认出被莫玄羽献舍重生的魏无羡，执意将其留在身边保护，隐忍又深情。与魏无羡一路追查奇案，后被魏无羡知晓心意并被其热烈告白，与魏无羡终成眷属。 | 边江为电视剧《陈情令》中蓝湛配音。 |
| 云梦江氏 |                   | |                                    |
| 江 澄    | 郭浩然/綠川光     | 身高：185cm 生辰：11月5日 字：晚吟（世家公子榜第五） 号：三毒圣手 佩剑：三毒 法器：紫电（可化为流转紫电的鞭子，不用的时候则变成指环，能将“夺舍”之人的魂魄抽离身体，虞夫人给他的遗物） 云梦江氏江枫眠与虞紫鸢之子，细眉杏目，锐利俊美，明烈骄傲，如钢铁一般的直男，毒舌。最讨厌被别人比下去（不管是什么无聊的比法），一但被比下去便茶不思饭不想，但对亲近之人百般珍重。愛狗癡，起名废，江家现任家主。与魏无羡一起长大，年少时魏无羡与其许下了“你（江澄）做家主，将来我（魏无羡）做你下属”的约定，故与魏无羡成为“云梦双杰”，后因误以为魏无羡害死江厌离而憎恨魏无羡并与其彻底决裂。小时候起就不喜欢魏无羡和蓝忘机待在一起的场合，总想拉开魏无羡。为救魏无羡，独自引开温家人被抓住，被温逐流化去了金丹，魏无羡剖去自己的金丹换给了他。本不知剖丹之事，后经温宁之口得知。与魏无羡见面必定争吵，实则关心魏无羡，别扭傲娇。 |                                    |
| 江厌离   | 李詩萌/早見沙織   | 江澄的姐姐，魏无羡的师姐，金凌之母。相貌为中上之姿，性格温柔婉约，有一手好厨艺。幼年由母亲做主与兰陵金氏嫡子金子轩订婚，喜欢金子轩，但情路坎坷，一番波折后与金子轩互通心意并成亲生下一子。待魏无羡如亲弟无二，在魏无羡心中有很高的地位，其惨死是让魏无羡心灵崩溃，走向毁灭的关键。人称世界上最好的师姐。 |                                    |
| 江枫眠   | 汤水雨/浜田賢二   | 江澄的父亲，前任家主。深爱妻子虞紫鸢，一开始误以为虞紫鸢不爱他，莲花坞覆灭时明白对方心意。与魏无羡父母熟识，在街边将流浪的魏无羡带回云梦江氏。待魏无羡有胜亲子，为魏无羡赐剑“随便”，莲花坞覆灭时被温逐流化去金丹后身死。 |                                    |
| 虞紫鸢   | 季冠霖//本田貴子  | 号：紫蜘蛛 法器：紫电（后传给江澄） 江厌离、江澄的母亲，江枫眠之妻，深爱丈夫（只是不喜表达），一开始误以为江枫眠不爱她，莲花坞覆灭时明白对方心意。性格泼辣强势。紫电原主人。因江枫眠与藏色散人之旧传闻而表面上对魏无羡不喜。但在岐山温氏威逼下用计保护魏无羡，将江澄和魏无羡送走，独自面对温氏，后被温逐流化去金丹后身死。 |                                    |
| 兰陵金氏 |                   | |                                    |
| 金光瑶   | 楊天翔//石田彰    | 身高：170cm 生辰:2月20日 号：敛芳尊（与赤峰尊以及泽芜君并称“三尊”） 佩剑：恨生（软剑） 原名孟瑶，兰陵金氏金光善与娼妓孟诗之子，兰陵金氏现任家主(直到故事结尾身死)。孟诗死后独自到兰陵寻父却被父亲示意家仆踹下千级石阶。后做了账房先生，在当时救过泽芜君蓝曦臣，蓝曦臣因而对他也一直信任有加，在他危害百家之后都不信其能所为。后投奔清河聂氏，聂明玦门下，受到聂明玦赏识。因作为间谍为射日之征的胜利做出巨大贡献，与聂明玦、蓝曦臣义结金兰，排行第三。在金光善死后成为兰陵金氏家主，金氏取代温氏霸主地位，金氏家主被尊为“仙督”。 |                                    |
| 金子轩   | 谷江山/赤羽根健治 | 身高：185cm 佩剑：岁华（世家公子榜第三） 江厌离的丈夫，金光善的儿子，金凌的父親。相貌出众，性格高傲，本心善良刚正不阿。挚爱江厌离，婚后夫妻生活幸福美满并育有一子。后被失控的温宁误杀。 |                                    |
| 金 凌    | 苏尚卿/梶裕貴     | 身高：172cm 字：如兰（未出生时魏无羡所取） 佩剑：岁华（金子轩遗物） 金子轩与江厌离之子，兰陵金氏现任家主。眉心点丹砂，俊秀的有些刻薄，性格原因被蓝景仪叫做“大小姐”，没有什么同龄玩伴，本性善良。因父为鬼将军误杀，母亲也间接被鬼道所害，原本痛恨魏无羡和修鬼道之人，后在一系列事件中对魏无羡认识改观，变得信任魏无羡。后与蓝家一众小辈交好。金光瑶赠其灵犬，名仙子。 |                                    |
| 金光善   | /速水奨           | 前前任金氏家主，金子轩、金光瑶、莫玄羽、秦愫（金光瑶妻子，同时也是同父异母的妹妹）的亲生父亲。风流成性，大种马一个，连下属的女人也不放过，睡过的女人转眼就抛之脑后。一直觊觎魏无羡手中的阴虎符。后死于金光瑶之手。 |                                    |
| 莫玄羽   |                   | 金光善之子，出生在莫家庄。在十四岁时被接回金家修习，后因灵力低微，且有断袖之癖骚扰同门（金光瑶）被逐出家族。被莫家虐待，后为报复莫家献舍使魏无羡重生。 |                                    |
| 金子勋   |                   | 金子轩的堂哥，目中无人。因被下千疮百孔咒而误以为是魏无羡所为，将无羡引诱至穷奇道对峙并打算将其截杀。 |                                    |
| 姑苏蓝氏 |                   | |                                    |
| 蓝 涣    | 金 弦/森川智之    | 身高：188cm 字：曦臣（世家公子榜第一） 生辰：10/8 号：泽芜君 佩剑：朔月 法器：玉箫裂冰 现任蓝家家主。蓝忘机的兄长，与蓝忘机并称“蓝氏双璧”。清煦温雅，款款温柔。与蓝忘机有八九分相似，眸色较深。与赤锋尊聂明玦、敛芳尊金光瑶为结义兄弟，排行第二，一同被尊为“三尊”。 |                                    |
| 蓝 愿    | 陳張太康/土屋神葉 | 身高：172cm 字：思追 原名温苑，是温宁堂兄之子。斯文秀雅，仪表不俗。幼年被蓝忘机从乱葬岗救出带回云深不知处，现为蓝氏弟子。 |                                    |
| 蓝景仪   | 王晨光/斉藤壯馬   | 身高：168cm 蓝氏弟子。性格活泼，直言快语颇有正义感。可爱耿直的蓝家小辈。 |                                    |
| 蓝启仁   | 劉 琮/酒巻光宏    | 蓝忘机叔父。老气横秋迂腐死板（魏无羡的印象）。于玄门之中颇有名气，有迂腐、固执、名师出高徒三个特点，前两个让别人对他敬而远之甚至暗暗嫌恶，最后一个却让他们削尖了脑袋想把自家孩子送到他手下去教导一番。 |                                    |
| 秣陵苏氏 |                   | |                                    |
| 苏 涉    | /こばたけまさふみ | 字：悯善 佩剑：难平 法器：古琴悯善 原在姑苏蓝氏外姓门生，嫉妒憎恶蓝忘机却模仿其以古琴为法器。后脱离家族，自立门户。念金光瑶不忘家族姓名之恩，至死追随金光瑶。 |                                    |
| 岐山温氏 |                   | |                                    |
| 温 宁    | 邵 彤/島崎信長    | 身高：183cm 生辰:4月11日 字：琼林 号：鬼将军（夷陵老祖座下最凶残忠心的高阶凶尸，思想行动与常人无异，不畏一切常人畏惧之物） 面容俊逸、清秀，性格软弱温和，唯唯诺诺，心地善良。岐山百家清谈盛会的射箭比赛认识了魏无羡。尊敬魏无羡和蓝忘机。曾經救过魏无羡和江澄，運出江氏夫妇的遗体。后来在温氏覆灭后被金子勋手下残忍杀害。被魏无羡做成高階兇尸，凶残无比，被称为鬼将军。成为凶尸后性格未变，温柔善良，有情有义。综起身世经历，世人皆道：众人皆知鬼将军，谁识白衣温琼林。 |                                    |
| 温 情    | 乔诗语/川澄綾子   | 温宁的姐姐，肤色偏黑相貌甜美高傲。医术了得，江澄被化去金丹后应魏无羡之请剖其内丹换给江澄。穷奇道截杀后为不连累魏无羡，与温宁一同前往金麟台后被挫骨扬灰而死。 |                                    |
| 温若寒   | /三宅健太         | 温家前任家主，害死了聂明玦的父亲，后被暗藏在身边做卧底的金光瑶所杀。派“化丹手”温逐流保护其子温晁。 |                                    |
| 温 晁    | 梁曉強/吉野裕行   | 温若寒之子。性格恶劣讨人厌，高傲自大的草包一个。将魏无羡扔进乱葬岗，后被魏无羡杀死。 |                                    |
| 温 旭    |                   | 温若寒长子。射日之征被聂明玦斩下头颅掷于阵前。 |                                    |
| 温逐流   | 亞 捷/酒井敬幸    | 号：化丹手 原名赵逐流。性格死板固执。被温若寒救了之后投奔温家，负责保护温晁。与江枫眠及其夫人虞紫鸢曾有些许交情，后被魏无羡拿去仙丹杀死。 |                                    |
| 王灵娇   | 邱 秋/阿澄佳奈    | 温晁身边的一个侍女。靠着几分姿色蛊惑温晁上位。恃宠而骄性格歹毒心胸狭隘，即使性命关头也不忘害人之心。 |                                    |
| 清河聂氏 |                   | |                                    |
| 聂怀桑   | 刘三木/花江夏樹   | 身高：172cm 聂明玦的弟弟，现任家主。性格懦弱不务正业，不求上进，但品味颇佳，喜画扇逗鸟。聂明玦死后接手清河聂氏家主，却在主持家务方面一问三不知，经常请求蓝曦臣与金光瑶帮忙，实为藏拙。为寻找大哥聂明玦死亡真相，采取了一系列的暗中手段，环环牵引，直至最后才在魏无羡的猜测中真正揭晓。 |                                    |

## 评价
自该动画播出以来，魔道祖师已在腾讯视频产生了17.4亿次的播放量，也成为在MyAnimeList上评价最好的非产自日本的动畫，排名第五十一个。
《魔道祖师》动畫采用后现代主义，将中华传统文化融入进内容，是对传统文化的娱乐性表达；动畫片头曲的“梅”“兰”“竹”的呈现，体现了传作者的文化内涵和对传统文化的细腻表达；动畫刻画的松柏、荷花等植物，体现了创作者对融合传统文化的用心；动畫里姑苏蓝氏的家训更是融合了《河东闻喜裴氏家训》《颜氏家训》《朱子家训》《诫子书》等内容，体现了创作者对文化意涵的坚守和价值观的传达。

## 相关事件
2018年，微博上涌现一则网络谣言，该谣言宣称一名教师因发表对《魔道祖师》负面的评价，被该漫画作者的粉丝人肉搜索，后不堪压力而尝试自杀。此谣言事件发生后，作者回应“愿所有人都能远离网络暴力。” 网络事件发生后不久已被确认为谣言，经调查人员确认，并没有任何人员伤亡。